# 馮集梧
馮集梧（?—?），字軒圃，號鷺庭。浙江桐鄉人。
馮浩少子，馮應榴之弟。乾隆四十六年（1781年）辛丑科進士，選庶吉士，散館授編修。多藏書，精校勘。畢沅生前僅初刻《續資治通鑑》一〇三卷，畢家因貪污遭籍沒而止，書稿散佚，馮集梧買得全稿補刻成二百二十卷。有《貯雲居稿》、《樊川詩集註》。